# Artwork (album)
Pour les articles homonymes, voir Artwork (homonymie).
Albums de The Used
Lies for the Liars
(2007) Vulnerable
(2012)
Singles
1. Blood on My Hands
Sortie : 30 juin 2009
2. Empty with You
Sortie : 9 décembre 2009
3. Born to Quit
Sortie : 15 mars 2009

Artwork est le quatrième album du groupe de rock alternatif américain The Used sorti le 31 août 2009.

## Liste des chansons
Toute la musique est composée par The Used.
| No  | Titre                | Durée |
| --- | -------------------- | ----- |
| 1.  | Blood on My Hands    | 3:18  |
| 2.  | Empty with You       | 3:24  |
| 3.  | Born to Quit         | 3:34  |
| 4.  | Kissing You Goodbye  | 4:09  |
| 5.  | Sold My Soul         | 4:12  |
| 6.  | Watered Down         | 3:58  |
| 7.  | On the Cross         | 3:07  |
| 8.  | Come Undone          | 3:24  |
| 9.  | Meant to Die         | 3:46  |
| 10. | The Best of Me       | 4:29  |
| 11. | Men Are All the Same | 5:54  |